# Reinold Ozoline
Reinold „Rein” Ozoline (ur. 18 maja 1967) – australijski zapaśnik walczący przeważnie w stylu wolnym. Dwukrotny olimpijczyk. Zajął siedemnaste miejsce w Atlancie 1996 i Sydney 2000 w kategorii 74–76 kg.
Sześciokrotny uczestnik mistrzostw świata, szósty w 1995. Srebrny medalista Igrzysk Wspólnoty Narodów w 1994 i brązowy 2002. Mistrz Igrzysk Oceanu Spokojnego w 1995. Sześciokrotny medalista mistrzostw Oceanii, złoto w 1995, 1996, 1997, 2000 i 2002. Mistrz Wspólnoty Narodów w 1995, a trzeci w 1993 roku.

## Turniej wAtlancie 1996
| Konkurencja         | Walki                     | Walki              | Klas. końcowa |
| Konkurencja         | Przeciwnik I              | Przeciwnik II      | Miejsce       |
| ------------------- | ------------------------- | ------------------ | ------------- |
| styl wolny do 74 kg | Wałerij Werhuszin (MKD) L | David Hohl (CAN) L | XVII          |

## Turniej wSydney 2000
| Konkurencja         | Walki                  | Walki                | Walki             | Klas. końcowa |
| Konkurencja         | Przeciwnik I           | Przeciwnik II        | Przeciwnik III    | Miejsce       |
| ------------------- | ---------------------- | -------------------- | ----------------- | ------------- |
| styl wolny do 76 kg | Marcin Jurecki (POL) L | Alik Muzajew (UKR) L | Mun Ui-Je (KOR) L | XVII          |